# ランダム・ウォーク (漫画)
『ランダム・ウォーク』は、吉住渉による日本の少女漫画作品。

## 概要
吉住渉にとって6番目の連載で、『りぼん』（集英社）にて2000年7月号から2001年9月号まで連載された。全15話で、各話は第1話は「ACT．1」というように、「ACT（アクト）．数字」という形で表記されている。また終了後、2001年『りぼん夏休みお楽しみ増刊号』（同）に特別編が掲載された。
タイトルのランダム・ウォークは「でたらめに歩く」の意味で、本来は数学の理論の名前である。この作品では文字通り、主人公をはじめ登場人物が行きあたりばったりに恋の相手を替えていく。主人公とその相手役が一貫していることの多い『りぼん』の漫画としては、珍しいストーリー展開であった。
コミックスは全3巻。第1巻は、作者にとって21世紀最初のコミックスである。なお、この作品から作者の似顔絵が変わっている。
2007年に文庫化されている。

## あらすじ
主人公の国友優架（くにともゆか）は、高校に入って新鮮な毎日を送っている。ある日偶然出会った望にひと目ぼれしたことから、予想のつかない恋の物語がはじまる。

## 主な登場人物
国友 優架（くにとも ゆか）
物語の主人公。森永（もりなが）高校の1年生。写真部に所属。作家の国友暁充の娘。父親が再婚してラブラブなので、高校入学と同時に一人暮らしをはじめる。ただし同じマンションの別の部屋。「いい恋愛していい女になれ」という父親の言葉通り、恋愛経験を重ねて行く。その恋の相手は、順に（中学時代　千葉広貴→筒井輝→）志木望→古谷海斗→筒井輝→十和。生年月日：8月9日。
根岸 塔子（ねぎし とうこ）
森永高校の1年生で、優架のクラスメイト。園芸部に所属。優架とは同じ中学の出身。恋愛には積極的で、男関係は派手だが、おもしろい性格。生年月日：10月11日。
石丸 桂（いしまる かつら）
森永高校の1年生で、優架のクラスメイト。バスケット部に所属。美人で背が高く、スポーツが得意だが、恋愛には消極的。教育実習で森永高校にやって来た寺門弘に恋をし、つきあいはじめる。生年月日：11月18日。
千葉 広貴（ちば ひろたか）
森永高校の1年生で、優架のクラスメイト。やはり同じ中学の出身で、愛称は「ヒロ」。優架にとっては恋の悩みの相談もできる、いい男友達。実は、中学時代の優架がまだ輝とつきあいはじめる前の、淡い恋の相手だった。
志木 望（しき のぞむ）
森永高校の2年生で、優架の上級生。作家の志木遼一郎の息子。優架たちとカラオケで知り合う。物語の中では、優架の最初の恋の相手。
司（つかさ）
森永高校の2年生で、望の友人。姓は不明。優架たちとカラオケで知り合う。最初はカラオケの料金を払わずに逃げようとした優架たちをたしなめたが、それがきっかけで塔子とつきあいはじめる。
十和（とうわ）
優架の2番目の母親である佐智恵と前夫の間に生まれた息子で、優架にとっては元・義理の兄。姓は不明。優架の成績が下がったのをきっかけに、優架の家庭教師をつとめることになる。優架に対してよそよそしい態度をとり続けるが、実はひそかに優架に思いをよせている。最後は優架に告白して、2人は恋人同士になる。
瀬田 涼子（せた りょうこ）
柳井（やない）高校の2年生。ふとしたきっかけで望と知り合い、つきあいはじめるが、それが原因で優架と望の関係は終わりを告げる。
ヒロの彼女
正確な名前は不明。優架たちの1学年下で、クラス会で知り合う。最後にはヒロをふる。
伊東 紗央里（いとう さおり）
森永高校の3年生で、優架が尊敬する写真部の先輩。
古谷海斗（ふるや かいと）
森永高校の3年生。プレイボーイの美男子で、プロのモデルをつとめている。紗央里とは5年以上もつきあっているが、その上、優架にもモーションをかけて来る。優架は紗央里を尊敬しているので、紗央里の恋人とつきあうことはできないと考え、最初は海斗を拒むが、結局情にほだされてつきあいはじめる。しかし葛藤にたえきれず、最後は自分から海斗に別れを告げる。
筒井 輝（つつい ひかる）
優架の中学時代の恋人で、関西弁で話す。優架とは1年半つきあっていたが、家庭教師の浜中に浮気をしたことが原因で、優架と別れていた。輝は突然優架の前に現れ、もう1度自分とやり直してほしいと申し出る。優架は最初は輝を拒んでいたが、次第に気持ちが変化し、やり直すことを承諾する。順調に行くかに見えた2人だったが、突然輝は、自分のことを思うあまり体をこわして入院してしまった女の子がいることを優架に話し、その子を見捨てるわけにはいかないと言って、優架に別れを告げる。
寺門 弘（てらかど ひろし）
森永高校のOBで、F大社会学部の4年生。教育実習生として森永高校にやって来て、桂と知り合い、つきあいはじめる。世界史担当で、特にインドの歴史に詳しい。「ハンサムな彼女」の番外編＜OSAMU＞に名前だけ登場している。
浜中 亜希子（はまなか あきこ）
森永高校のOBで、教育実習生として森永高校になって来る。高校時代は寺門の同級生で、つきあっていた。英語担当。優架と輝の仲がこわれる原因を作った人物でもある。「ハンサムな彼女」の番外編＜OSAMU＞に可児収の一時的な彼女として出演。
国友 暁充（くにとも あきみつ）
優架の父。売れっ子の推理小説作家。いつも娘の優架に「いい恋愛していい女になれ」と口癖のように言っている。
容子（ようこ）
暁充の3番目の結婚相手で、優架にとって3番目の母親であるが、年齢は28歳。旧姓は不明。雑誌編集者で、暁充の担当をつとめていた。優架は「容子ママ」と呼んでいる。
佐智恵（さちえ）
暁充の2番目の結婚相手で、優架にとって2番目の母親。姓は不明。優架が小学6年生の時に暁充と結婚したが、うまく行かず1年で離婚。
志木 遼一郎（しき りょういちろう）
社会派ミステリー作家。暁充の友人で、望の父。優架を気に入り、息子の望あてに優架を恋人にするようにと推薦状を書く。気さくな人柄。

## コミックス
- りぼんマスコットコミックス 全3巻
  - 第1巻 2001年2月発行 ISBN 4-08-856259-3
  - 第2巻 2001年6月発行 ISBN 4-08-856289-5 - イラスト・コレクションを収録。
  - 第3巻 2001年11月発行 ISBN 4-08-856327-1 - 特別編を収録。

- 集英社文庫（コミック版） 全2巻
  - 第1巻 2007年10月発行 ISBN 4-08-618650-0
  - 第2巻 2007年10月発行 ISBN 4-08-618651-9